# شهید (خنداب)
شهید روستایی در دهستان سنگ سفید بخش قره چای شهرستان خنداب استان مرکزی ایران است.

## جمعیت
بر پایه سرشماری عمومی نفوس و مسکن در سال ۱۳۹۵ جمعیت این روستا ۲۸۳ نفر (۸۴خانوار) بوده‌است.